# Fondeadero Corral
Fondeadero Corral (spanisch) ist ein Naturhafen an der Südseite der Bryde-Insel vor der Danco-Küste des Grahamlands auf der Antarktischen Halbinsel. Er grenzt an den Argentino-Kanal und liegt westlich des Punta Soffia.
Chilenische Wissenschaftler benannten ihn nach dem Walfangschiff Corral, das in zwei aufeinanderfolgenden antarktischen Sommerkampagnen zwischen 1911 und 1913 in den Gewässern um die Südlichen Orkneyinseln im Einsatz war.